# Blue Kentucky Girl
| Recensione                        | Giudizio    |
| --------------------------------- | ----------- |
| AllMusic                          | [ 3 ]       |
| The New Rolling Stone Album Guide | [ 4 ]       |
| Sputnikmusic                      | 3.4 (Great) |
| Dizionario del Pop-Rock           | [ 6 ]       |
| 24.000 dischi                     | [ 7 ]       |

Blue Kentucky Girl è un album discografico in studio della cantante statunitense Emmylou Harris, pubblicato nell'aprile del 1979.
L'album vinse un Grammy Award (1980) come miglior performance vocale femminile di Country & Western.

## Tracce
Lato A
1. Sister's Coming Home (con Tanya Tucker) – 2:52 (Willie Nelson)
2. Beneath Still Waters – 3:41 (Dallas Frazier)
3. Rough and Rocky – 3:50 (Charles Justice, Shoji Tabuchi)
4. Hickory Wind – 4:01 (Gram Parsons, Bob Buchanan)
5. Save the Last Dance for Me – 3:30 (Doc Pomus, Mort Shuman)

Lato B
1. Sorrow in the Wind (con Sharon e Cheryl White) – 3:28 (Jean Ritchie)
2. They'll Never Take His Love from Me – 2:34 (Leon Payne)
3. Everytime You Leave (con Don Everly) – 2:58 (Charlie Louvin, Ira Louvin)
4. Blue Kentucky Girl – 3:17 (Johnny Mullins)
5. Even Cowgirls Get the Blues (cori di Linda Ronstadt e Dolly Parton) – 3:56 (Rodney Crowell)

Edizione CD del 2004, pubblicato dalla Warner Bros. Records/Rhino Entertainment (8122-78112-2)
1. Sister's Coming Home (con Tanya Tucker) – 2:53 (Willie Nelson)
2. Beneath Still Waters – 3:42 (Dallas Frazier)
3. Rough and Rocky – 3:52 (Charles Justice, Shoji Tabuchi)
4. Hickory Wind – 4:03 (Gram Parsons, Bob Buchanan)
5. Save the Last Dance for Me – 3:40 (Doc Pomus, Mort Shuman)
6. Sorrow in the Wind (con Sharon e Cheryl White) – 3:29 (Jean Ritchie)
7. They'll Never Take His Love from Me – 2:35 (Leon Payne)
8. Everytime You Leave (con Don Everly) – 2:59 (Charlie Louvin, Ira Louvin)
9. Blue Kentucky Girl – 3:17 (Johnny Mullins)
10. Even Cowgirls Get the Blues (cori di Linda Ronstadt e Dolly Parton) – 3:56 (Rodney Crowell)
11. Cheatin' Is (con Glen Campbell) – 2:28 (Rafe VanHoy) – Bonus Track - Previously Unissued
12. I Know an Ending When It Comes – 2:52 (Hank Cochran) – Bonus Track - Previously Unissued

## Musicisti
Sister's Coming Home
- Emmylou Harris - voce
- Tanya Tucker - voce (duetto)
- Albert Lee - chitarra elettrica
- Brian Ahern - chitarra acustica
- Hank DeVito - chitarra pedal steel
- Glen D. Hardin - pianoforte
- Ricky Skaggs - fiddle
- Emory Gordy - basso
- John Ware - batteria

Beneath Still Waters
- Emmylou Harris - voce, chitarra acustica, armonie vocali
- James Burton - chitarra elettrica
- Albert Lee - chitarra acustica
- Rodney Crowell - chitarra high-strung
- Hank DeVito - chitarra pedal steel
- Glen D. Hardin - pianoforte, arrangiamenti strumenti a corda, conduttore musicale
- Emory Gordy - basso
- John Ware - batteria
- Fayssoux Starling - armonie vocali

Rough and Rocky
- Emmylou Harris - voce, chitarra elettrica, chitarra acustica
- Ricky Skaggs - mandolino
- Hank DeVito - chitarra pedal steel
- Lincoln Davis Jr. - accordion
- Tony Brown - pianoforte
- Mike Bowden - basso
- John Ware - batteria
- Brian Ahern - percussioni
- Sharon Hicks - armonie vocali
- Cheryl Warren - armonie vocali

Hickory Wind
- Emmylou Harris - voce, chitarra acustica
- James Burton - chitarra elettrica
- Albert Lee - chitarra acustica
- Hank DeVito - chitarra pedal steel
- Ricky Skaggs - fiddle a 5 corde
- Glen D. Hardin - pianoforte
- Emory Gordy - basso
- John Ware - batteria

Save the Last Dance for Me
- Emmylou Harris - voce, chitarra acustica
- Brian Ahern - chitarra acustica
- Albert Lee - mandolino
- Hank DeVito - chitarra pedal steel
- Glen D. Hardin - pianoforte
- Ricky Skaggs - fiddles
- Emory Gordy - basso
- John Ware - batteria
- Sharon Hicks - armonie vocali
- Cheryl Warren - armonie vocali

Sorrow in the Wind
- Emmylou Harris - voce, chitarre acustiche
- Ricky Skaggs - fiddles
- Brian Ahern - basso
- Sharon Hicks - armonie vocali
- Cheryl Warren - armonie vocali

They'll Never Take His Love from Me
- Emmylou Harris - voce, chitarra acustica
- James Burton - chitarra elettrica
- Brian Ahern - chitarra acustica, percussioni
- Ben Keith - chitarra pedal steel
- Bill Payne - pianoforte
- Ricky Skuggs - fiddle, armonie vocali
- Mickey Raphael - armonica
- Duke Bardwell - basso
- Ronnie Tutt - batteria
- Fayssoux Starling - armonie vocali

Everytime You Leave
- Emmylou Harris - voce
- Don Everly - voce (duetto)
- James Burton - chitarra elettrica
- Brian Ahern - chitarra acustica, chitarra high-strung
- Hank DeVito - chitarra pedal steel
- Bill Payne - pianoforte
- Emory Gordy - basso
- John Ware - batteria
- Glen D. Hardin - arrangiamento strumenti a corda, conduttore musicale
- Ricky Skuggs - armonie vocali

Blue Kentucky Girl
- Emmylou Harris - voce, chitarra acustica
- Albert Lee - mandolino
- Hank DeVito - chitarra pedal steel
- Rodney Crowell - chitarra high-strung
- Brian Ahern - banjo a 6 corde
- Ricky Skuggs - fiddles
- Glen D. Hardin - pianoforte
- Emory Gordy - basso
- John Ware - batteria
- Sharon Hicks - armonie vocali
- Cheryl Warren - armonie vocali

Even Cowgirls Get the Blues
- Emmylou Harris - voce, chitarra acustica
- Rodney Crowell - chitarra acustica solista
- Albert Lee - chitarra elettrica
- Hank DeVito - chitarra pedal steel
- Glen D. Hardin - pianoforte
- Mickey Raphael - armonica
- Emory Gordy - basso
- John Ware - batteria
- Dolly Parton - armonie vocali
- Linda Ronstadt - armonie vocali

Note aggiuntive
- Brian Ahern - direttore musicale, arrangiamenti e produttore (per la Happy Sack Productions)
- Registrazioni effettuate tra giugno e novembre 1978 al The Enactron Truck (studio mobile), Los Angeles, California
- Mixaggi effettuati al Enactron Studio Two
- Brian Ahern, Donivan Cowart, Bradley Hartman e Stuart Taylor - ingegneri delle registrazioni (e del mixaggio)
- Hank DeVito - assistente ingegneri delle registrazioni
- Ringraziamenti speciali a: Bob Hunka, Glen D. Hardin e Fred Walecki[10]

## Classifica
Album
| Anno | Classifica         | Posizione raggiunta |
| ---- | ------------------ | ------------------- |
| 1979 | Top Country Albums | 3                   |

Singoli
| Anno | Titolo del brano           | Classifica        | Posizione raggiunta |
| ---- | -------------------------- | ----------------- | ------------------- |
| 1979 | Save the Last Dance for Me | Hot Country Songs | 4                   |
| 1979 | Blue Kentucky Girl         | Hot Country Songs | 6                   |
| 1980 | Beneath Still Waters       | Hot Country Songs | 1                   |